# Argulus izintwala
Argulus izintwala is een visluizensoort uit de familie van de Argulidae. De wetenschappelijke naam van de soort is voor het eerst geldig gepubliceerd in 2001 door Van As J.G. & Van As L.L..